# Mokgware
Mokgware is een dorp in het district Central in Botswana. De plaats telt 334 inwoners (2011).